# Король Лір
«Король Лір» (англ. The Tragedy of King Lear) — п'єса англійського письменника Вільяма Шекспіра, написана в 1605—1606 роках. Надрукована вперше в 1608 році.

## Історія створення
На сюжет старовинного сказання про короля Ліра, записаного спочатку в середньовічній хроніці, а потім в «Хроніках» Р. Холіндшера, існувала до Шекспіра анонімна п'єса, яку він і використав для своєї трагедії.
Трагедія «Король Лір», як і багато шекспірівських творів, має запозичений план. Дата її створення — 1606 рік, хоча ще у 1605 році з'явилася анонімна п'єса «Істинна історія про короля Ліра та його трьох дочок — Гонерильї, Регани та Корделії», яка вважається одним із джерел твору Шекспіра.
Із досліджень В. П. Комарова відомо, що для історії Глостера Шекспір використовував роман Ф. Сідні «Аркадія», де є «розповідь про короля Пафлагії, якого його син Плексиртус (незаконно народжений) позбавив влади та осліпив, а інший син Леонатус, колись ображений батьком, став поводирем сліпого короля-жебрака».
У романі Ф. Сідні «Аркадія» «Подорожуючі принци одержують перемогу над узурпатором, повертають королівство королю, а той передає владу Леонатусу». Серед інших джерел «Короля Ліра»  Шекспіра можна назвати «Досліди» Монтенія, твір Семюеля Харснета «Викриття запеклих папистських шахраїв» (1603), поему зі збірки «Зерцало для правителів».
Найдавнішими творами, які дослідники пов'язують із трагедією Шекспіра, вважаються «Історія Бріттів» Г. Монмутського, «Хроніки» Холіншеда та персонажі кельтського та ірландського фольклору. Наприклад, Лер, Ллір (ірл., валлійск. «Море») — бог в кельтській міфології. «Образ ірландського Лера мало розкритий, він згадується як батько Мананнана. Валлійський Лер (можливо, як ім'я, так і сам персонаж, були запозичені з Ірландії) згадується в генеалогіях як один з попередників короля Артура».

## Дійові особи

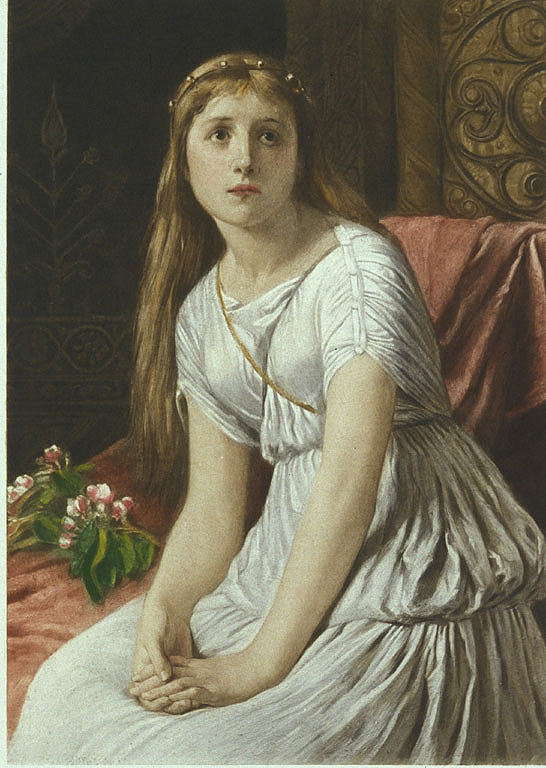
Корделія. Картина Вільяма Ф. Ємеса (1888)

- Лір — король Британії
- Король Французький
- Герцог Бургундський
- Герцог Корнуельський (Корнуел)
- Герцог Олбенійський (Олбені)
- Граф Кент
- Граф Глостер
- Едгар — син Глостера
- Едмунд — побічний син Глостера
- Куран — придворець
- Дід — орендар у Глостера
- Лікар
- Блазень
- Освальд — дворецький Гонерільї
- Офіцер на службі у Едмунда
- Дворянин з почту Корделії
- Герольд
- Слуги герцога Корнуельського
- Лицарі з почту Ліра, офіцери, гінці, воїни, придворці

Доньки Ліра:
- Гонерілья
- Регана
- Корделія

## Сюжет твору
Місце дії — Британія.
Час дії — «легендарно відносять до XI століття до н. е.»
Сюжет п'єси побудований на історії легендарного короля Ліра, який на старості років вирішує відійти від справ і розділити своє королівство між трьома своїми доньками. Для визначення розмірів їх частин він просить кожну з них сказати, на скільки сильно вона його любить. Дві старші дочки використовують цей шанс, а молодша — Корделія — відмовляється лестити, кажучи, що її любов вище цього. Розгніваний батько зрікається молодшої дочки і проганяє графа Кента, який намагався вступитися за Корделію. Лір ділить королівство між старшою і середньою дочками.
Однак невдовзі, після жахливого прийому, наданого йому ними, він розуміє, наскільки лицемірними були його старші дочки зі своєю показною «любов'ю». Напруга у відношенні дочок до короля загострює політичну ситуацію в королівстві, яке готове ось-ось зникнути.
У п'єсу Шекспіром вплетений додатковий сюжет з графом Глостером і його побічним сином Едмундом, який не бажає миритися зі своїм становищем. Едмунд вирішив обмовити законного сина Глостера — Едгара, якому вдається втекти від розправи.
Дві дочки виганяють короля Ліра, який з вірним блазнем йде в степ. Незабаром до них приєднуються Кент і Глостер. А син Глостера Едгар, який був у розшуку, прикидається божевільним і теж приєднується до Ліра. Дві дочки хочуть схопити батька і вбити його. А побічний син Глостера Едмунд бажає зловити свого батька і стратити його, щоб зайняти його місце графа. Вони ловлять Глостера, і герцог Корнуельський, підбурюваний дочкою Ліра Реганою, вириває його очі, але незабаром Глостер йде з невпізнаним їм сином Едгаром, який так і продовжує видавати себе за іншу людину.
Корделія веде війська війною на сестер. Насувається битва. Солдати Корделії б'ються з солдатами Регани і Гонерільї. Її і Ліра беруть у полон і кидають до в'язниці. Гонерілья посилає свого слугу Освальда, щоб він убив сліпого Глостера. Але Едгар, який супроводжує батька, в сутичці вбиває Освальда. Едмунд підкуповує офіцера, щоб той убив полонених Ліра і Корделію, зобразивши самогубство. Герцог Олбенійський виводить Едмунда на чисту воду, викриваючи його злодіяння, і поранений Едмунд перед смертю бажає зробити добру справу — зірвати план з убивства Ліра і Корделії. Але Корделію врятувати не встигають, — вона вже задушена. Її сестри гинуть: Регану отруїла Гонерілья, а сама Гонерілья кінчає з собою, заколюючи себе. Лір виходить з в'язниці, тримаючи на руках труп задушеної Корделії, і помирає від горя. Едмунд теж вмирає. Едгар розповідає про загибель свого батька Глостера, який не переніс усіх нещасть. Граф Кент, який віддано любив Короля, також хотів би померти. Та герцог Олбенійський повертає Кента у владу, відновлює в усіх правах і залишає близько себе.

## Українські переклади
Перший повний українськомовний переклад трагедії Король Лір зробив Панько Куліш у 1880-х роках, однак вийшов друком цей переклад вже опісля смерті Куліша у 1902 році у львівському видавництві Українсько-руська видавнича спілка; прецінь згідно з аналізом літературознавиці Марії Кравцовій редактор цього видання Іван Франко стверджував що хоча Панько Куліш й послуговувався англійськомовний оригіналом, проте перекладав все ж з російських перекладів. Вдруге українськомовний переклад трагедії Король Лір зробив Панас Мирний у 1897 році, однак через заборону російсько-царської влади на друк українськомовних книжок в Російській імперії опублікувати цей переклад вдалося лише посмертно у 1970 році у київському видавництві Наукова думка у шостому томі семитомника творів Мирного. Українськомовний переклад Максима Рильського вперше опубліковано в 1940  році в харківському видавництві Мистецтво; згодом завдяки аналізу літературознавиці Марії Кравцовій стало відомо що насправді цей переклад був зроблений не Рильським а кимось з його знайомих оскільки сам Рильський зізнався що англійської мови не знав. Українськомовний переклад Василя Барки вперше опубліковано 1969 року в серії «Світовий театр» українського еміграційного мюнхенського видавництва На горі; над цим перекладом Барка працював понад 10 років. Українськомовний переклад Олександра Грязнова вперше опубліковано 2008 року у київському видавництві Задруга. Українськомовний переклад Юрка Андруховича вперше опубліковано 2021 року у київському видавництві Абабагаламага; над цим перекладом Андрухович працював понад 5 років послуговуючися англійськомовним оригіналом а також українськомовним перекладом Максима Рильського та польськомовним перекладом Станіслава Баранчака.
Усього станом на 2021 рік існує 6 повних українськомовних перекладів шекспірівської п'єси Король Лір:
- Уіллїям Шекспір (1902). Король Лір. Переклад з англійської:[15] Панько Куліш за редакцією Івана Франка. Львів: Українсько-руська видавнича спілка. 164 стор.[16] (прим.: перекладено у 1880-их роках)
- Уїліям Шекспір (1970). Король Лір. Переклад з англійської: Панас Мирний // Панас Мирний. Зібрання творів у 7 томах: Т. 6. Київ: Наукова думка. 1970. 780 стор.: С. 511–682.[3] (прим.: перекладено у 1897 році)
- Вільям Шекспір (1940). Король Лір. Переклад з англійської: Максим Рильський; редакція і післямова: Абрам Гозенпуд. Харків: Мистецтво. 238 стор.
  - (передрук) Уїльям Шекспір (1950). Король Лір. Переклад з англійської: Максим Рильський // Уїльям Шекспір. Вибрані твори в двох томах: Том 1. Київ: Мистецтво. 801 стор.: С. 289-535
  - (передрук) Уїльям Шекспір (1958). Король Лір. Переклад з англійської: Максим Рильський. Київ: Держлітвидав України. 199 стор.
  - (передрук) Уїльям Шекспір (1964). Король Лір. Переклад з англійської: Максим Рильський // Уїльям Шекспір. Твори в трьох томах: Том 3. Київ: Дніпро. 648 стор.: С. 5-210
  - (передрук) Вільям Шекспір (1969). Король Лір. Переклад з англійської: Максим Рильський // Вільям Шекспір. Твори. Київ: Молодь. 472 стор.: С. 307-357 (Серія "Шкільна бібліотека")
  - (передрук) Вільям Шекспір (1986). Король Лір. Переклад з англійської: Максим Рильський // Вільям Шекспір. Твори в шести томах: Том 5. Київ: Дніпро. 696 стор.: С. 235-343.[17]
  - (передрук) Вільям Шекспір (1993). Король Лір. Переклад з англійської: Максим Рильський // Вільям Шекспір. Трагедії, Сонети. Київ: Веселка. 480 стор.: С. ?-?. ISBN 5-301-01677-6 (Серія "Шкільна бібліотека")
  - (передрук) Вільям Шекспір (2004). Король Лір. Переклад з англійської: Максим Рильський // Вільям Шекспір. Трагедії. Передмова та примітки: Н. Торкут. Харків: Фоліо. 462 стор.: ?-?. ISBN 966-03-2603-3 (Бібліотека світової літератури)
- Вільям Шекспір (1969). Король Лір. Переклад з англійської: Василь Барка. Мюнхен: На горі. 304 стор.[8]
- Вільям Шекспір (2008). Король Лір. Переклад з англійської: Олександр Грязнов // Вільям Шекспір. Трагедії та хроніки, Кн. 2. Київ: Задруга. 308 стор.: С. 3–125. ISBN 978-966-432-045-7[9]
- Вільям Шекспір (2021). Король Лір. Переклад з англійської: Юрій Андрухович. Київ: А-БА-БА-ГА-ЛА-МА-ГА. 240 стор. ISBN 978-617-585-215-6[11]

## Екранізації
- 1910 — «Король Лір» (італ. Re Lear) — реж. Джероламо Ло Савйо. У головній ролі Ермете Новеллі
- 1971 — «Король Лір» — реж. Григорій Козінцев. У головній ролі Юрі Ярвет
- 1971 — «Король Лір» — реж. Пітер Брук. У головній ролі Пол Скофілд
- 1985 — «Ран» — реж. Акіра Куросава
- 2002 — «Король Техасу» — реж. Улі Едель. У головній ролі Патрік Стюарт
- 2008 — «Король Лір» — реж. Тревор Нанн. У головній ролі Ієн Маккеллен
- 2018 — «Король Лір» — реж. Річард Ейр. У головній ролі Ентоні Гопкінс

## Різне
Номер 50 у Рейтингу 100 найкращих книг усіх часів журналу Ньюсвік.